# Vettavalam
Vettavalam è una suddivisione dell'India, classificata come town panchayat, di 13.401 abitanti, situata nel distretto di Tiruvannamalai, nello stato federato del Tamil Nadu. In base al numero di abitanti la città rientra nella classe IV (da 10.000 a 19.999 persone).

## Geografia fisica
La città è situata a 12° 5' 60 N e 79° 15' 0 E e ha un'altitudine di 210 m s.l.m..

## Società

### Evoluzione demografica
Al censimento del 2001 la popolazione di Vettavalam assommava a 13.401 persone, delle quali 6.606 maschi e 6.795 femmine. I bambini di età inferiore o uguale ai sei anni assommavano a 1.513, dei quali 742 maschi e 771 femmine. Infine, coloro che erano in grado di saper almeno leggere e scrivere erano 8.949, dei quali 4.976 maschi e 3.973 femmine.